# Kőszeg (distrikt)
Kőszeg är ett distrikt i Ungern. Det ligger i provinsen Vas, i den västra delen av landet, 180 km väster om huvudstaden Budapest.